# Gabriel Figueroa
Gabriel Figueroa (Città del Messico, 24 aprile 1907 – Città del Messico, 27 aprile 1997) è stato un fotografo messicano.
Ispirata alla pittura popolare messicana, la fotografia di Figueroa si distinse soprattutto per l'abilità nella ripresa di maestosi esterni naturali, i cui contrasti venivano accentuati mediante l'uso di appositi filtri rossi.
Figueroa lavorò prevalentemente con i registi Emilio Fernández e Luis Buñuel ottenendo numerosi premi nei festival cinematografici internazionali.
Era cugino di primo grado del presidente del Messico Adolfo López Mateos.

## Filmografia parziale
- Seduzione (Papacito lindo), regia di Fernando de Fuentes (1939)
- Cuando viajan las estrellas (1942)
- Historia de un gran amor (1942)
- Los tres mosqueteros (1942)
- El verdugo de Sevilla (1942)
- La virgen que forjó una patria (1942)
- El circo (1942)
- Flor silvestre (1943)
- El espectro de la novia (1943)
- El as negro (1943)
- La mujer sin cabeza (1943)
- Distinto Amanecer (1943)
- Maria Candelaria (1943)
- La fuga (1944)
- El Corsario Negro (1944)
- El intruso (1944)
- Adiós, Mariquita linda (1944)
- Las Abandonadas (1944)
- Más allá del amor (1944)
- Amore maledetto (Bugambilia), regia di Emilio Fernández (1945)
- Un día con el diablo (1945)
- Cantaclaro (1945)
- Su última aventura (1946)
- Enamorada (1946)
- La perla, regia di Emilio Fernández (1947)
- La casa colorada (1947)
- Río Escondido (1947)
- María la O (1947)
- Feudalismo messicano (Maclovia) (1948)
- Dueña y Señora (1948)
- Medianoche (1948)
- Salón México (1948)
- Pueblerina (1948)
- Prisión de sueños (1948)
- El embajador (1949)
- La Malquerida (1949)
- Un cuerpo de mujer (1949)
- Duelo en las montañas (1949)
- Nuestras vidas (1949)
- Un día de vida (1950)
- I figli della violenza (Los olvidados), regia di Luis Buñuel (1950)
- Víctimas del pecado (1950)
- Pecado (1950)
- Islas Marías (1950)
- El gavilán pollero (1950)
- El bombero atómico (1950)
- Siempre tuya (1950)
- Santa Cruz (El rebozo de Soledad), regia di Roberto Gavaldón (1952)
- La notte dell'iguana (The Night of the Iguana), regia di John Huston (1964)